# Dragonchaser
A Dragonchaser az At Vance harmadik nagylemeze. Az együttes hozza a tőle megszokott stílust. A feldolgozások száma háromra csökkent, a hangsúlyt a saját szerzeményekre fektették.
Érdekesség: az bónusz számot a szólógitáros, és egyben a csapat vezéregyénisége, Olaf Lenk énekli.

## Dalok
1. Dragonchaser 4:25
2. Ages Of Glory 3:29
3. Crucified 4:07
4. 5th Symphony (Beethoven feldolgozás) 8:03
5. Heaven Can Wait 5:32
6. The Winner Takes It All (ABBA feldolgozás) 5:28
7. My Bleeding Heart 6:51
8. Two Kings 4:24
9. Too Late 4:50
10. Ase's Death (Edvard Grieg feldolgozás) 4:38

Bónusz szám
1. Bandineri 5:22

## Az együttes tagjai
- Oliver Hartmann - ének
- Olaf Lenk - szólógitár
- Rainald König - ritmusgitár
- Jochen Schnur - basszusgitár
- Uli Müller - billentyűs hangszerek
- Jürgen "Sledgehammer" Lucas - dob